# Betsy Layne (Kentucky)
Betsy Layne es un lugar designado por el censo ubicado en el condado de Floyd en el estado estadounidense de Kentucky. En el Censo de 2010 tenía una población de 688 habitantes y una densidad poblacional de 144,68 personas por km².

## Geografía
Betsy Layne se encuentra ubicado en las coordenadas 37°33′1″N 82°37′29″O / 37.55028, -82.62472. Según la Oficina del Censo de los Estados Unidos, Betsy Layne tiene una superficie total de 4.76 km², de la cual 4.69 km² corresponden a tierra firme y (1.47%) 0.07 km² es agua.

## Demografía
Según el censo de 2010, había 688 personas residiendo en Betsy Layne. La densidad de población era de 144,68 hab./km². De los 688 habitantes, Betsy Layne estaba compuesto por el 97.67% blancos, el 0% eran afroamericanos, el 0.44% eran amerindios, el 0.58% eran asiáticos, el 0% eran isleños del Pacífico, el 0% eran de otras razas y el 1.31% pertenecían a dos o más razas. Del total de la población el 0.87% eran hispanos o latinos de cualquier raza.